# La Plaine (Maine e Loira)
La Plaine è un comune francese di 987 abitanti situato nel dipartimento del Maine e Loira nella regione dei Paesi della Loira.

## Società

### Evoluzione demografica
Abitanti censiti